# Rdeče obrvi
Rdeče obrvi (kitajsko 赤眉, pinjin Chìméi) je bilo eno od dveh velikih kmečkih uporniških gibanj proti Vang Mangovi kratkotrajni dinastiji Šin. Ime je dobilo po tem, da so si uporniki obrvi pobarvali z rdečo barvo.
Upor, ki je sprva zajel samo sedanji regiji Šandong in severni Džjengsu, se je kasneje razširil in privedel do padca uzurpatorja Vang Manga. Upor je izčrpal njegove vire, kar je omogočilo Liu Šuanu (cesarju Gengšiju), vodji Lulina, da je strmoglavil Vanga in začasno ponovno vzpostavil vladavino Hanov. Rdeče obrvi so kasneje strmoglavile cesarja Gengšija in na prestol postavile svojega marionetnega najstniškega cesarja Liu Penzija, potomca dinastije Han. Liu Penzi je vladal malo časa, dokler voditelji Rdečih obrvi niso bili sposobni vladati na svojem ozemlju. Prebivalci so se jim uprli in jih prisilili na umik. Uporniki so se poskušali vrniti na svoje domove, vendar jim je pot domov preprečila vojska novoustanovljenega Vzhodnega Hana in jih prisilila k predaji.

## Vzpon in prvi upor
Okoli leta 17 n. št. se kmetje zaradi nesposobnosti cesarja-uzurpatorja  Vang Manga, zlasti zaradi neuspešnega izvajanja njegove zemljiške reforme in velike poplave Rumene reke, ki je prizadela sodobni regiji Šandong in severni Džjangsu, niso mogli več preživeti s kmetovanjem in bili prisiljeni v upor. Upori so bili številni in razdrobljeni, obravnavana pa sta samo dva ključna upora. 

### Fan Čong
Fan Čong (樊崇), ki je sčasoma postal vodja Rdečih obrvi, vendar v kolektivnem vodstvu, je začel svoj upor leta 18 v okrožjih Ju in Langja blizu sodobne regije Ridžao. Njegova baza je bila gora Taj. Okoli sebe je zbral približno 10.000 mož in kmalu sklenil zavezništvo z drugimi uporniškimi voditelji Pang Anom (逄安), Šu Šuanom (徐宣), Šje Lujem (謝祿) in Jang Jinom (楊音) in skupaj z njimi postal močan in neustavljiv za lokalne oblasti.

### Mati Lü
Primer matere Lü je bil zelo nenavaden. Njen sin je bil nižji uradnik v vladi okrožja Haiču (海曲) v sodobnem Ridžau, Šandong, ki ga je okrožni sodnik obtožil manjšega prekrška in usmrtil. Mati Lü, ki je bila velika posestnica, je razprodala svoje premoženje in izkupiček uporabila za novačenje revnih mladih moških. Ko jih je zbrala več tisoč, je leta 17 vdrla na sedež okraja in ubila sodnika, da bi maščevala smrt svojega sina. Uspeh matere Lü je navdihnil številne ljudi po vsej državi, da so se uprli vladavini Vang Manga, njena lastna sila je hitro narasla na nekaj desettisoč mož, vendar je kmalu umrla zaradi bolezni leta 18. Po njeni smrti se je večina njenih privržencev pridružila Fan Čongu. 

### Združitev moči
Leta 19 se je Vang Mang na ukaz svojega ključnega uradnika Tjan Kuanga (田況) neprimerno odzval na kmečke upore in zvišal davke, kar je še poslabšalo stanje v državi. Leta 21 je Vang poslal svoja podgenerala Džing Šanga (景尚) in Vang Danga (王黨), da bi zadušila upore. Nedisciplina njune vojske je tako razjezila prebivalce, da so se upornikom pridružili in jim pomagali tudi tisti, ki se dotlej niso uprli. Tjan je bil sprva dokaj uspešen, potem pa mu Vang Mang ravno zato ni več zaupal in ga je odpoklical.  
Približno v tem času je mati Lü umrla in njeni privrženci so se pridružili Fan Čongovim silam. 
V tej točki Fan in drugi uporniški voditelji še vedno niso imeli nobenih resničnih političnih ambicij, čeprav so imeli odlične vojaške sposobnosti. Edino pravno pravilo, ki je veljalo med uporniki, je bilo, da bo tisti, ki mori, umrl, tisti, ki bo ranil, pa bo odgovoren za oskrbo žrtve, dokler ne ozdravi. Edini nazivi uporniških voditeljev so bili "okrajni vzgojitelj" (三老, sanlao), "okrajni uradnik" (從事, congši) in "šerif" (卒史, dzuši). Zvenečih nazivov, kot sta "general" in "knez " uporniki niso uporabljali. 

### Konfrontacija s silami Šina
Do leta 22 so bile sile, ki sta jih vodila Džing in Vang proti Fanu in drugim uporniškim voditeljem, v razsulu in leta 22 je Fan v bitki ubil Džinga. 
Vang Mang se je odzval tako, da je proti tem upornikom poslal dva svoja višja generala, Vang Kuanga (王匡) in Lian Dana (廉丹) z ogromno redno vojsko več kot 100.000 mož. Fan in drugi uporniški voditelji, zaskrbljeni, da bo med bitkami postalo nemogoče ločiti prijatelja od sovražnika, so svojim možem ukazali, naj si obarvajo obrvi rdeče. Iz tega dejanja je nastalo ime čimei, ki dobesedno pomeni "rdeče obrvi". 
Vang in Lian sta bila na bojišču sposobna generala, vendar  nista uspela ohraniti primerne vojaške discipline, kar je povzročilo nepotrebne žrtve in žalost: 
Raje bi srečal čimeija kot Tajšija (Vanga). Tajši je razmeroma blag, toda Gengši (Lian) me hoče ubiti!
Pozimi 22 sta Vang in Lian dosegla nekaj uspehov proti voditelju čimeijev Suolu Huiju in zavzela mesto Vujan. Namesto da bi pustil svoje sile počivati, se je Vang odločil napasti trdnjavo čimeijev Liang  v sedanjem Šangčiju v Henanu. Trdnjavo je skupaj z njim napadel tudi Lian. V bitki pri Čengčangu v Šandongu so čimeiji  premagali utrujene sile Šina. Lian je v bitki umrl, Vang pa je pobegnil brez svojih čet. S tem porazom so se končali vsi resni poskusi sil Šina proti čimeijem. Šin se je nato soočil z uporom Lülina, katerega vojska je leta 23 zavzela Čangan in ubila Vang Manga. Z njegovo smrtje se je dinastija Šin končala. Uporniki so na prestol postavili cesarja Gengšija. 

## Začasna podreditev cesarju Gengšiju
Po Vang Mangovi smrti se je večina cesarstva, vsaj nominalno, podredila cesarju Gengšiju kot zakonitemu cesarju obnovljene dinastije Han. Cesar je svojo prestolnico začasno postavil v Luojang in poslal diplomate, da bi tudi voditelje rdečih obrvi prepričali, naj se pokorijo. Fan Čong in drugi ključni voditelji so se s tem strinjali. Približno dvajset voditeljev rdečih obrvi je odšlo v Luojang, kjer so bili povišani v markize. Ker niso dobili svojih mark in uvideli, da bo njihova vojska razpadla, so se vrnili v svojo bazo Puojang. Cesarjev strateg Liu Lin (劉林) je predlagal takratnemu ključnemu cesarjevemu generalu Liu Šiu, naj prebije nasip Rumene reke in uniči rdeče obrvi, kar je Liu Šiu zavrnil. 

## Drugi upor in propad

### Pohod proti Čanganu
Do konca leta 24 so bili čimei vojaško močni, potem pa so se vojaki, utrujeni od vojn, želeli vrniti domov. Fan in drugi voditelji so spoznali, da je treba postaviti višje cilje, da bi jih obdržali. Usmerili so se proti režimu cesarja Gengšija, ki se je preselil v Čangan. Sile rdečih obrvi so bile razdeljene v dve vojski. Prva, ki sta jo vodila Fan in Pang, se je usmerila proti Vuju, sedanjem Šangluojo v Šaanšiju. Druga, ki so jo vodili Šu, Šje in Jang, se je usmerila proti Lahunu v sedanjem Luojangu v Henanu. Končni cilj obeh vojsk je bil Čangan. 
Spomladi 25 sta se obe vojski združili pri Hongnongu v Henanu in premagali cesarjevega generalmajorja Su Maoja. V tem času je vojske rdečih obrvi štela približno 300.000 mož. Cesarjevi generali so nameravali zapustiti Čangan, vendar jim je cesar to preprečil. 
Čimeiji so začeli razmišljati, da bi za cesarja postavili enega od potomcev kneza Džinga iz Čengjanga, od koder so izhajali številni možje čimeijev in so ga po njegovi smrti leta 177 pr. n. št. častili kot boga. V svoji vojski so našli tri Liu Džangove potomce in z žrebanjem izbrali petnajstletnega Liu Penzija. Novi cesar ni imel nobene oblasti in je še naprej služil kot govedar v uporniški vojski.
Jeseni 25 so čimeiji zavzeli Čangan in cesar Gengši je pobegnil. Sledilo mu je le nekaj zvestih privržencev, vključno z Liu Džijem, princem Dingtaom in markizom Šija Liu Gongom, ki  je bil Liu Penzijev starejši brat. Cesar Gengši se je kmalu predal in na posredovanje Liu Gonga postal knez Čangšaja.

### Izguba podpore prebivalcev
Medtem je bil v Čanganu ustoličen cesar cesar Penzi. Prebivalci so se mu sprva podredili in mu prinašali darove, vandar so bili kmalu neprijetno presenečeni, ker so njegovi vojaki na poti v Čangan nenehno ropali. Domačini so kmalu začeli ponovno vzdrževati in braniti svoje postojanke in se veseliti Liu Šjuja, ki se je medtem razglasil za cesarja in ustanovil dinastijo Vzhodni Han. Razveselili so se tudi njegove vojske pod poveljstvom generala Deng Juja, ki se takrat še ni soočila s čimeiji. General je utrdil svojo oblast v Šangu, Beidiju in Andingu v severnem Šaanšiju in vzhodnem Gansuju in čakal, da čimeiji propadejo sami.  
Prebivalci Čangana pod neposredno oblastjo čimeijev  so začeli hrepeneti po vrnitvi cesarja Gengšija. General čimeijev Šje Lu je zato Gengšija zadavil in truplo skril. 
Leta 26 je Liu Gong spoznal, kako tvegan je položaj njegovega brata cesarja, in se odločil, da bo poskušal obvladati stanje ali brata izločiti   iz njegovega tveganega položaja. Na novoletnem cesarskem srečanju je Liu Gong prosil, da se cesarju Penziju dovoli predati prestol. Cesar Penzi je bil pripravljen odstopiti, snel cesarski pečat in med jokom rekel:  
Zdaj imate cesarja, vendar se vsi še naprej obnašajo kot roparji. Ljudje nas sovražijo in nam ne zaupajo, ker ste izbrali napačnega sina nebes. Prosim, vrnite mi moje telo, če pa me hočete ubiti, da bi odvrnili krivdo, potem bom pač umrl.
Voditelje upora je bilo sram. Zapustili so svoje sedeže in se priklonili cesarju Penziju ter se mu opravičili za svoje neuspehe. Cesarja Penzija so fizično posedli nazaj na prestol in mu vrnili cesarski pečat. Generali so nekaj časa vzdrževali disciplino, vendar se je brezpravje kmalu vrnilo. Zaloge hrane so bile kmalu popolnoma izčrpane in čimeiji so požgali številne palače in druge zgradbe v Čanganu, izropali mesto in se odpravili na zahod v pokrajino Gansu.

### Beg proti vzhodu in propad
Jeseni 26 so sile čimeijev napadle ozemlje, ki ga je držal regionalni vojskovodja Vej Šjao, in jih odbil. V tem času je bilo vreme zelo hladno in veliko upornikov je zmrznilo. Preživeli so se vrnili v Čangan,  se večkrat spopadli z Dengom in ga kljub težavam premagali. Vojne so povzročile hudo lakoto v regiji Guangdžong, ki je prizadela tudi čimeije in Dengovo vojsko. Čimeiji so zaradi pomanjkanja sčasoma zapustil Čangan in se odpravil proti vzhodu. Liu Šiu je v Šinanu organiziral dve vojski, da bi ustavil njihovo napredovanje, vendar so čimeiji obe porazili. 
Zmaga je bila njihova zadnja. Približno mesec dni kasneje so doživeli velik poraz v bitki s Fengovo vojsko. Fengova vojska je med čimeiji povzročila zmedo, ker so si tudi njegovi vojaki pobarvali obrvi v rdeče. Ostanki čimeijev so se umaknili na vzhod proti Jijangu, kjer jih je na čelu svoje vojske osebno čakal Liu Šiu. Čimeiji so bili v Jijangu presenečeni, ko so zagledali ogromno cesarjevo vojsko. Začela so se pogajanja, da katerih so se dogovorili, da cesarja Penzija ne bodo usmrtili, in čimeiji so se predali. 

## Posledice
Generali čimeijev in njihove družine so bili nastanjeni v  prestolnici Vzhodnega Hana Luojangu in dobili redne plače in zemljo, ne pa tudi uradnih položajev. Sčasoma sta se Fan in Pang pripravila na nov upor, vendar so njune načrte odkrili in ju usmrtili. Jang in Šu sta se vrnila v svoje domovine in tam umrla od starosti. Šieja je ubil Liu Gong, da bi maščeval cesarja Gengšija, a ga je cesar, ki mu je bil naklonjen, pomilostil. 
Liu Šiu je nekdanjega cesarja Penzija postavil za pomočnika svojega strica Liu Lianga, kneza Džaoja. Liu Penzi je kasneje zbolel in zaradi bolezni oslepel. Cesar mu je poklonil veliko kmetijskih zemljišč, da se je preživljal od njihove najemnine.